# Leyland Line

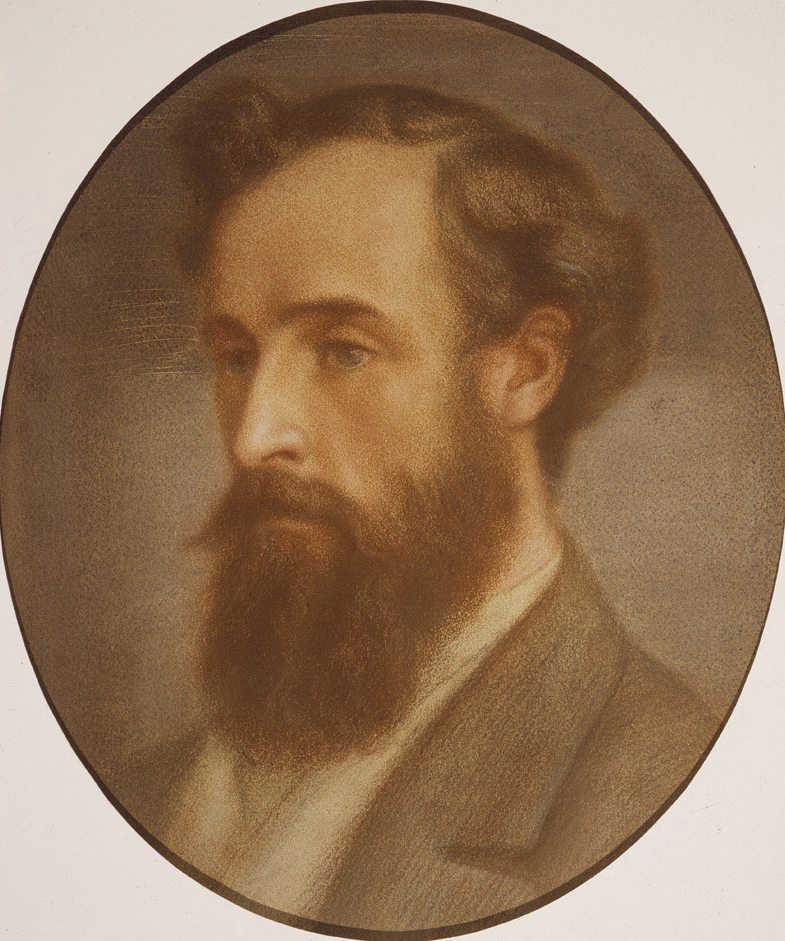
«Портрет Фредеріка Річардса Лейленд, 1879 рік.» — художник Данте Габріель Россетті.

«Leyland Shipping Line» або «Leyland Line» — судноплавна компанія з Ліверпуль, яку заснував в 1873 році британський судновласник і колекціонер предметів мистецтва Фредерік Річардс Лейленд (1832 — 4 січня 1892).

## Історія

### «Leyland Shipping Line» («Leyland Line»)

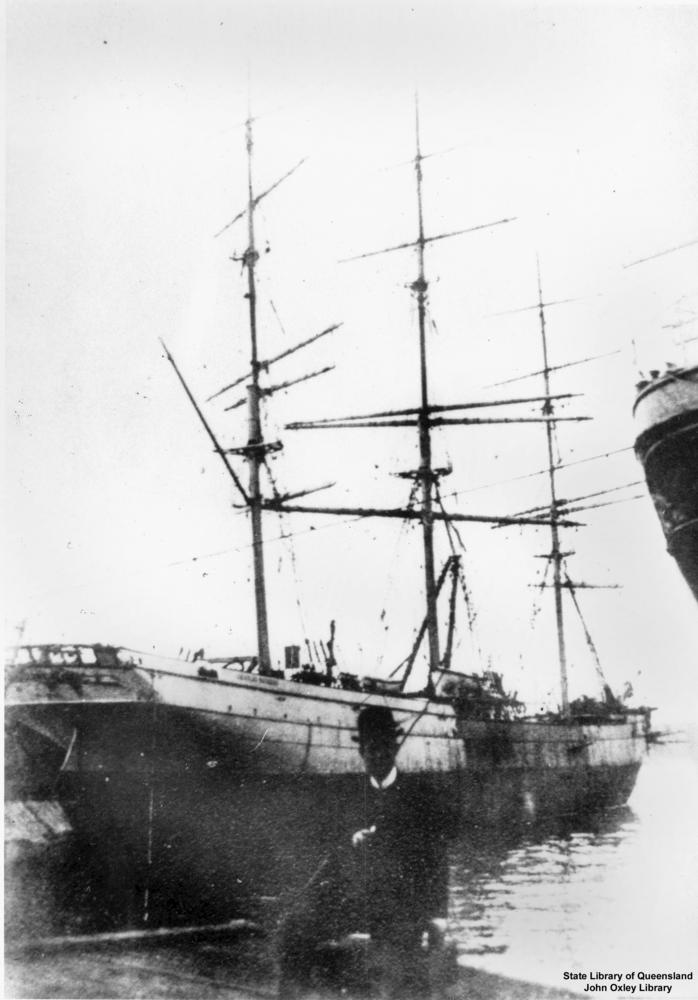
Пароплав «Danube» (1856) мав паровий двигун і вітрильне спорядження, побудований для «Bibby» компанії у 1856 році і проданий в «Leyland Line» у 1873 році.

1872 рік. Розпалося товариство «John Bibby, Sons & Co.», яке складалося з компаньйонів (партнерів) в числі яких був Фредерік Річардс Лейленд.
У 1873 році Фредерік Лейленд викупив 21 судно у підприємців братів Bibby, які віддали йому контроль над компанією «John Bibby, Sons & Co.», і Лейленд змінив назву компанії на назву з його власним ім'ям «Leyland Shipping Line».
Компанія розширювалася і стала трансатлантичною торговою компанією у 1876 році, коли почалися рейси до Бостону.
До 1882 року в компанії було 25 пароплавів.
У 1888 році Фредерік Річардс Лейленд відійшов від активного бізнесу, залишивши свого сина Фредеріка Довсона Лейленда (англ. Frederick Dawson Leyland) головним над судноплавною лінією.
4 січня 1892 року Фредерік Лейленд впав і помер на залізничній станції Блекфраярс, залишивши свою компанію без керівника.

### «Frederick Leyland and Co.» (1892)
Джон Рівз Еллєрман (англ. John Reeves Ellerman) (1862 —), Крістофер Фернес (англ. Christopher Furness) і Генрі О'Гейґен (англ. Henry O'Hagen) сформували компанію, щоб викупити флот у виконавців «Leyland». Еллєрман був призначен керуючим директором. У 1892 році «Frederick Leyland and Co.» була зареєстрована як компанія власників пароплавів з однойменною назвою для здобуття бізнесу. Так Джон Рівз Еллєрман, що очолив консорціум у 1892 році, зробив свій перший крок у судноплавстві. Консорціум придбав «Leyland Line» покійного Фредеріка Річардса Лейленда.
У 1893 році головою стає Еллєрман у віці 31 року.

### «Wilsons and Furness-Leyland Line»
У 1896 році «Leyland» у співпраці з «Furness, Withy & Co.» приступили до обслуговування пасажирської лінії від Ліверпуля до Нью-Йорка і портів Канади. У 1896 році компанії зіткнулися з «Wilson Line» і в результаті спільної роботи фірма отримала назву «Wilson, Furness & Leyland Line». Співпраця була обмежена виключно в рамках послуг. «Wilsons and Furness-Leyland Line» була зареєстрована 4 вересня 1896 року, щоб поглинути перевезення Лондон-Нью-Йорк компанії «Thomas Wilson, Sons and Co.» з Галля, і перевезення Лондон-Бостон компанії «Frederick Leyland and Co.» з Ліверпуля і «Furness, Withy and Co.» з Лондона з пароплавами і орендованій власністю.
У 1899 році «Leyland» взяла на себе пароплавство «West India & Pacific Steamship Co. Ltd.» і відкрила регулярні рейси до Вест-Індії (Карибський басейн).

### «Frederick Leyland and Co.» (1900)
У 1900 році компанія придбала «West Indies and Pacific Co.». Компанія «Frederick Leyland and Co.» (1900) була зареєстрована 28 травня 1900 і взяла на себе бізнес «Frederick Leyland and Company» 1892 року. Компанія також тримала практично всі акції «West India and Pacific Steam Navigation Company».
У 1900 році молодий Stanley Lord, який мав сертифікат капітана, стає співробітником великої компанії британських вантажних суден «Leyland Line», яка увібрала в себе «West India and Pacific Steam Navigation Company». Шість років по тому, він отримав свою першу команду. Після командування на трьох суднах він був призначений в 1912 році на судно «California», але це вже в «Ellerman Lines Ltd.»
У 1901 році Еллєрман продав велику частину «Leyland & Co.» американському фінансовому магнату Джону Пірпонту Моргану за 1,2 мільйона $, який негайно, згідно своїх планів, ввів компанію до складу «International Mercantile Marine Company». Говорили, що Морган заплатив на 50% більше реальної вартості. Еллєрман зберіг 20 суден, які не були залучені в торгівлю з США (тобто ті, які працювали в напрямках Середземномор'я, Португалія, Монреаль і Антверпен).
У тому ж 1901 році для забезпечення організації з управління залишившимися суднами Джон Рівз Еллєрман особисто купив компанію грецького судновласника «Papayanni Co.» («Papayanni City and Hall Lines»), що базувалася в Лондоні (або в Ліверпулі?) .
У червні 1901 року «London, Liverpool and Ocean Shipping Co. Ltd.» була створена як материнська компанія для перегляду структури з Еллєрманом, який тримав 52% акцій. У вересні було оголошено, що материнська компанія купила 50% акцій «George Smith's City Line», а через місяць 50% «Hall Line Ltd.» з Ліверпуля і «Westcott and Laurence» з Лондона. Джон Рівз Еллєрман особисто купив баланс акцій двох компаній. В кінці року відбулася масштабна реструктуризація групи з усіма вкладами Еллєрмана проданими батькам за додаткові акції.

### «Ellerman Lines Ltd.»
У 1902 році назва нової компанії була змінена на «Ellerman Lines Ltd.».

## Пароплави, які компанія викупила в 1873 році у«John Bibby, Sons & Co.»
Чомусь ці пароплави в «John Bibby, Sons & Co.» були зазначені як пасажирські судна, а в «Leyland Shipping Line» — як вантажні судна.
| Рік  | Ім'я          | Тоннаж   | Верф                                  | Статус / Доля                          |
| 1856 | Danube (II)   | 1386 BRT | Smith & Rodgers Ltd.., Міддлтон       | 1873 купили у «John Bibby, Sons & Co.» |
| 1856 | Rhone (II)    | 1387 BRT | Smith & Rodgers Ltd., Міддлтон        | 1873 купили у «John Bibby, Sons & Co.» |
| 1857 | Crimean       | 1475 BRT | Smith & Rodgers Ltd., Міддлтон        | 1873 купили «John Bibby, Sons & Co.»   |
| 1859 | Cairo         | 1465 BRT | T. D. Marshall & Co. Ltd., Саут Шілдс | 1873 купили у «John Bibby, Sons & Co.» |
| 1859 | Venetian      | 1507 BRT | E. J. Harland & Co. Ltd., Белфаст     | 1873 купили у «John Bibby, Sons & Co.» |
| 1860 | Sicilian      | 1492 BRT | E. J. Harland & Co. Ltd., Белфаст     | 1873 купили у «John Bibby, Sons & Co.» |
| 1861 | Egyptian      | 1989 BRT | Harland & Wolff Ltd., Белфаст         | 1873 купили у «John Bibby, Sons & Co.» |
| 1862 | Arabian       | 2066 BRT | Harland & Wolff Ltd., Белфаст         | 1873 купили у «John Bibby, Sons & Co.» |
| 1863 | Persian       | 2137 BRT | Harland & Wolff Ltd., Белфаст         | 1873 купили у «John Bibby, Sons & Co.» |
| 1862 | Castilian     | 635 BRT  | Harland & Wolff Ltd., Белфаст         | 1873 купили у «John Bibby, Sons & Co.» |
| 1864 | Douro (II)    | 556 BRT  | Harland & Wolff Ltd., Белфаст         | 1873 купили у «John Bibby, Sons & Co.» |
| 1867 | Iberian       | 2890 BRT | Harland & Wolff Ltd., Белфаст         | 1873 купили у «John Bibby, Sons & Co.» |
| 1867 | Illyrian      | 2890 BRT | Harland & Wolff Ltd., Белфаст         | 1873 купили у «John Bibby, Sons & Co.» |
| 1867 | Istrian       | 2930 BRT | Harland & Wolff Ltd., Белфаст         | 1873 купили у «John Bibby, Sons & Co.» |
| 1869 | Bavarian      | 3111 BRT | Harland & Wolff Ltd., Белфаст         | 1873 купили у «John Bibby, Sons & Co.» |
| 1870 | Bohemian      | 3113 BRT | Harland & Wolff Ltd., Белфаст         | 1873 купили у «John Bibby, Sons & Co.» |
| 1870 | Bulgarian     | 3112 BRT | Harland & Wolff Ltd., Белфаст         | 1873 купили у «John Bibby, Sons & Co.» |
| 1870 | Albanian (II) | 1417 BRT | T. B. Royden & Sons Ltd., Ліверпуль   | 1873 купили у «John Bibby, Sons & Co.» |